# Municipio de Nunda (Illinois)
El municipio de Nunda (en inglés: Nunda Township) es un municipio ubicado en el condado de McHenry en el estado estadounidense de Illinois. En el año 2010 tenía una población de 38245 habitantes y una densidad poblacional de 307,48 personas por km².

## Geografía
El municipio de Nunda se encuentra ubicado en las coordenadas 42°17′7″N 88°16′28″O / 42.28528, -88.27444. Según la Oficina del Censo de los Estados Unidos, el municipio tiene una superficie total de 124.38 km², de la cual 121.14 km² corresponden a tierra firme y (2.61%) 3.24 km² es agua.

## Demografía
Según el censo de 2010, había 38245 personas residiendo en el municipio de Nunda. La densidad de población era de 307,48 hab./km². De los 38245 habitantes, el municipio de Nunda estaba compuesto por el 91.95% blancos, el 0.78% eran afroamericanos, el 0.21% eran amerindios, el 2.16% eran asiáticos, el 0.02% eran isleños del Pacífico, el 3.47% eran de otras razas y el 1.4% pertenecían a dos o más razas. Del total de la población el 9.07% eran hispanos o latinos de cualquier raza.